# Podocarpus atjehensis
Podocarpus atjehensis là một loài thực vật hạt trần trong họ Thông tre. Loài này được (Wasscher) de Laub. miêu tả khoa học đầu tiên năm 1984. Chúng được tìm thấy tại Indonesia và Papua New Guinea. 